# Deidamia inscriptum
Deidamia inscriptum (tên tiếng Anh: Lettered Sphinx) là một loài bướm đêm thuộc họ Sphingidae. Đây là loài duy nhất của chi Deidamia. Nó được tìm thấy ở Florida to Mississippi, và in Michigan, Wisconsin, Ontario, Quebec và South Carolina.
Sải cánh dài 45–70 mm.
Ấu trùng ăn Vitis, Ampelopsis và Parthenocissus.

## Hình ảnh

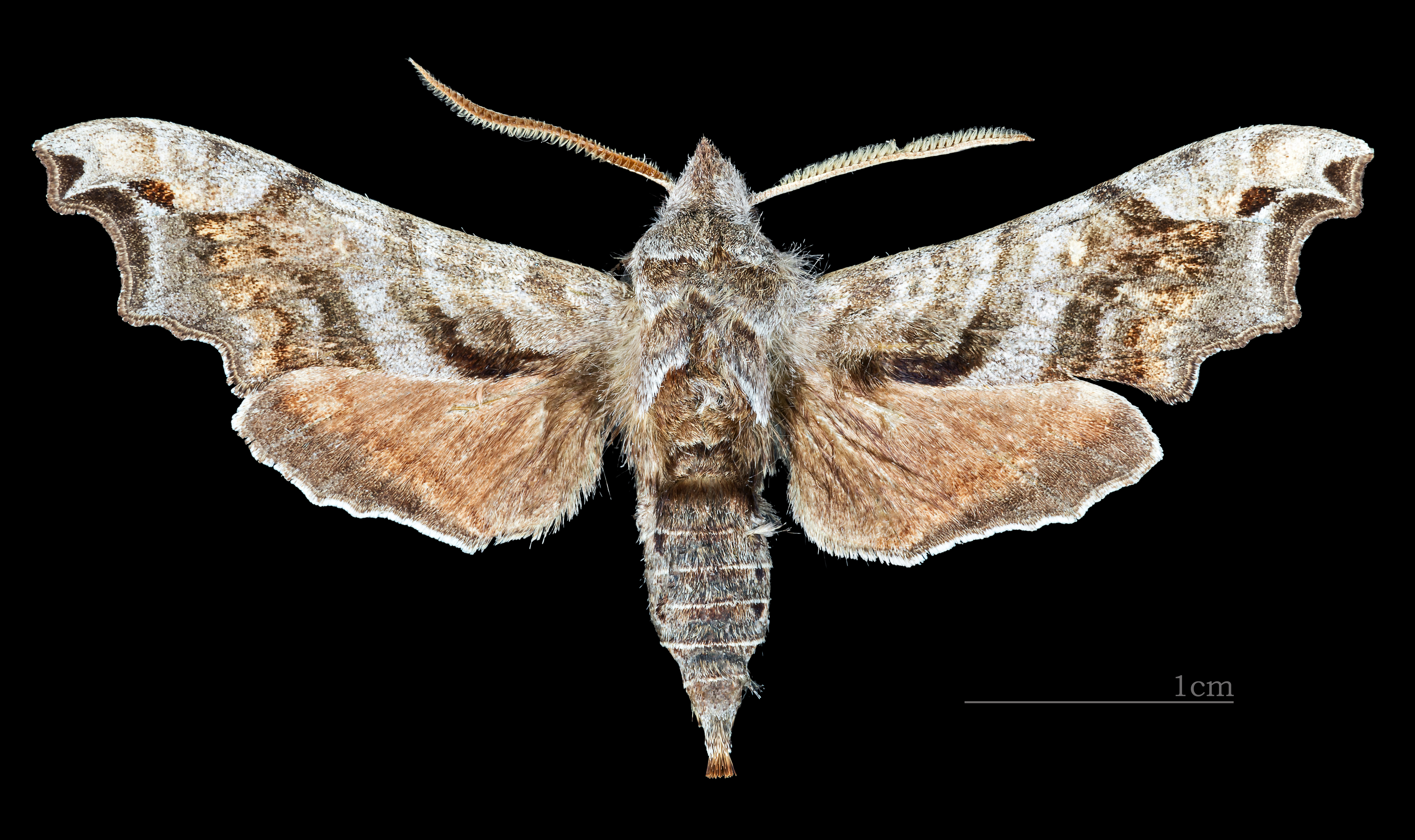
Deidamia inscriptum ♂
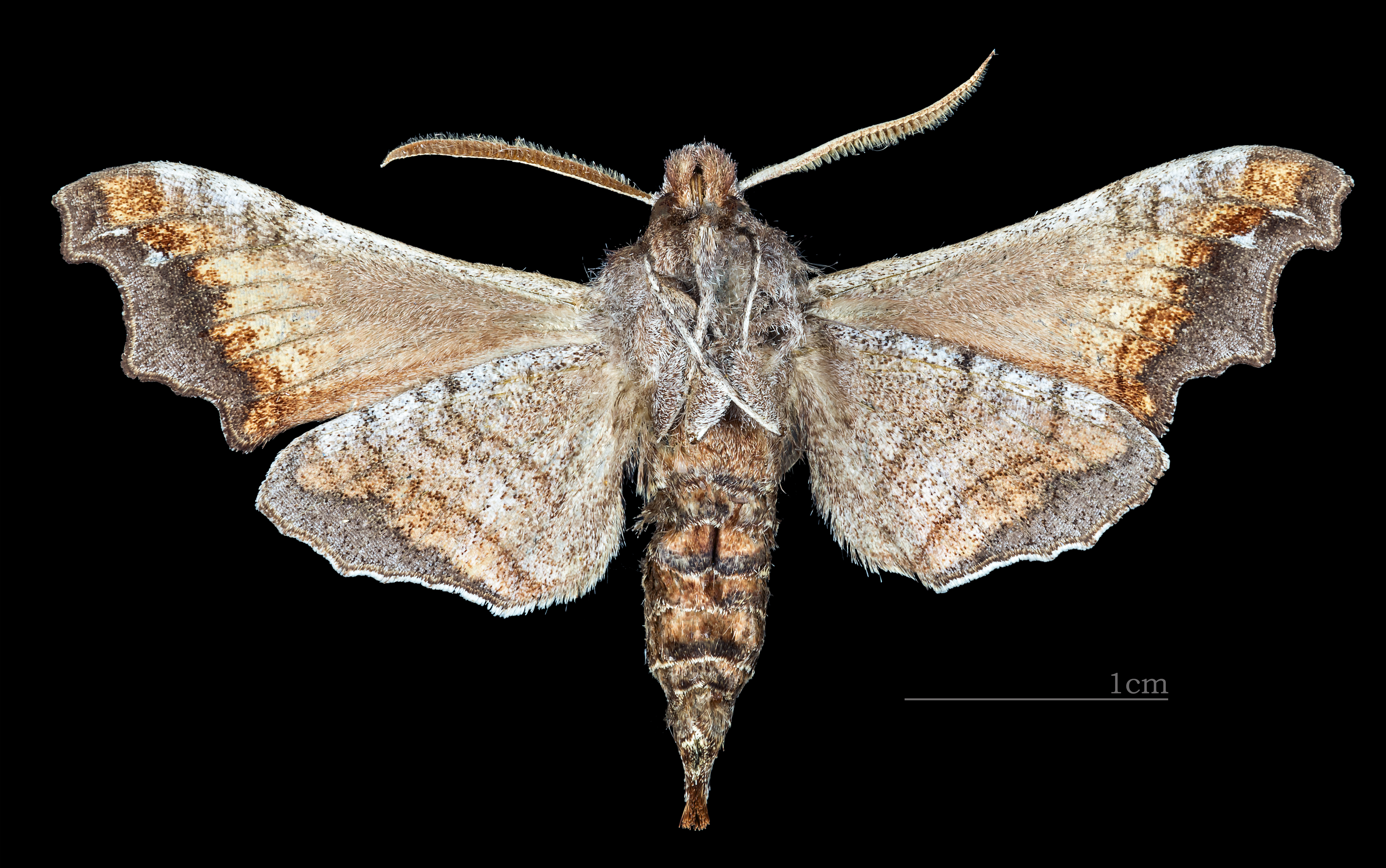
Deidamia inscriptum ♂ △
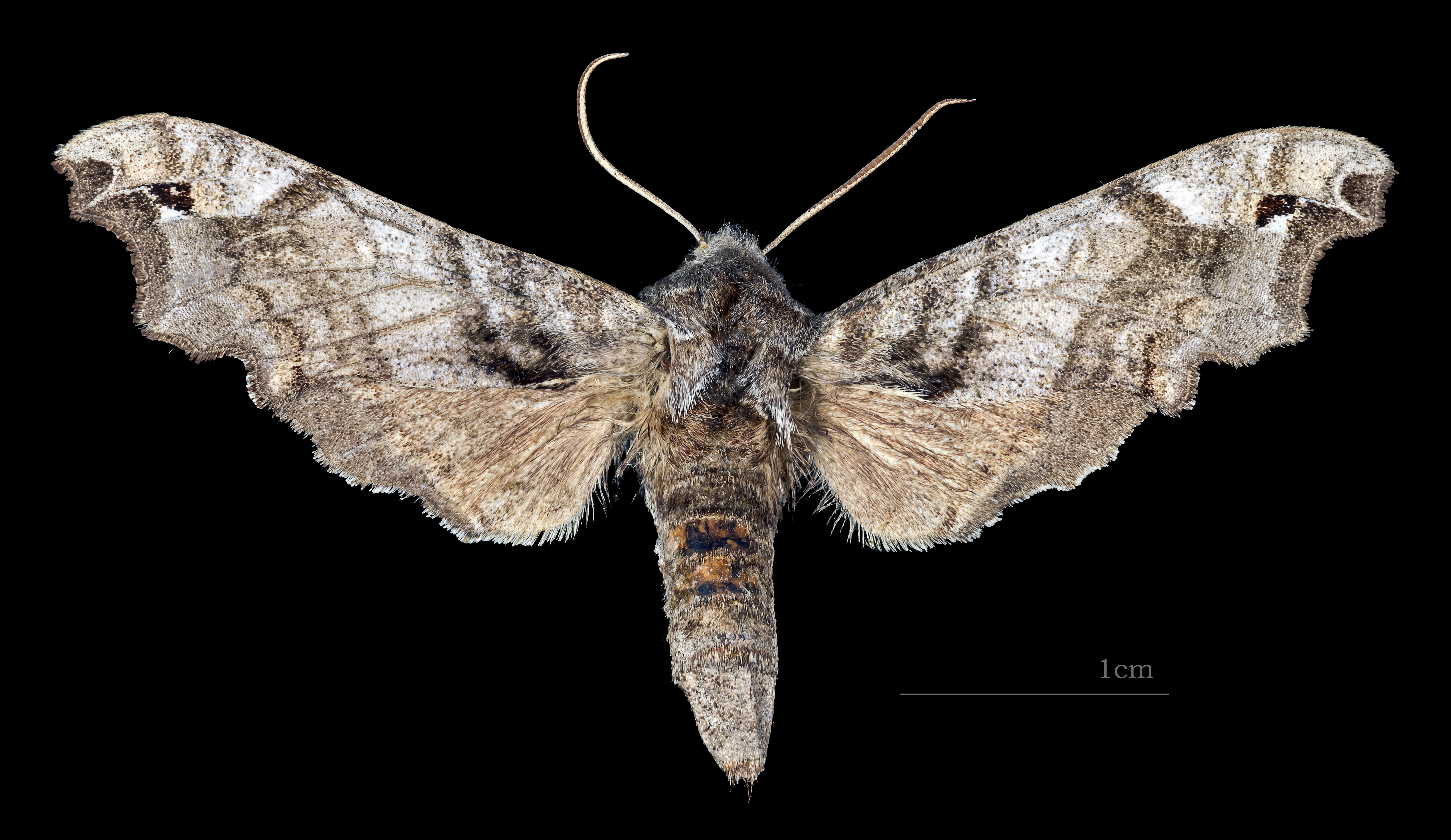
Deidamia inscriptum ♀
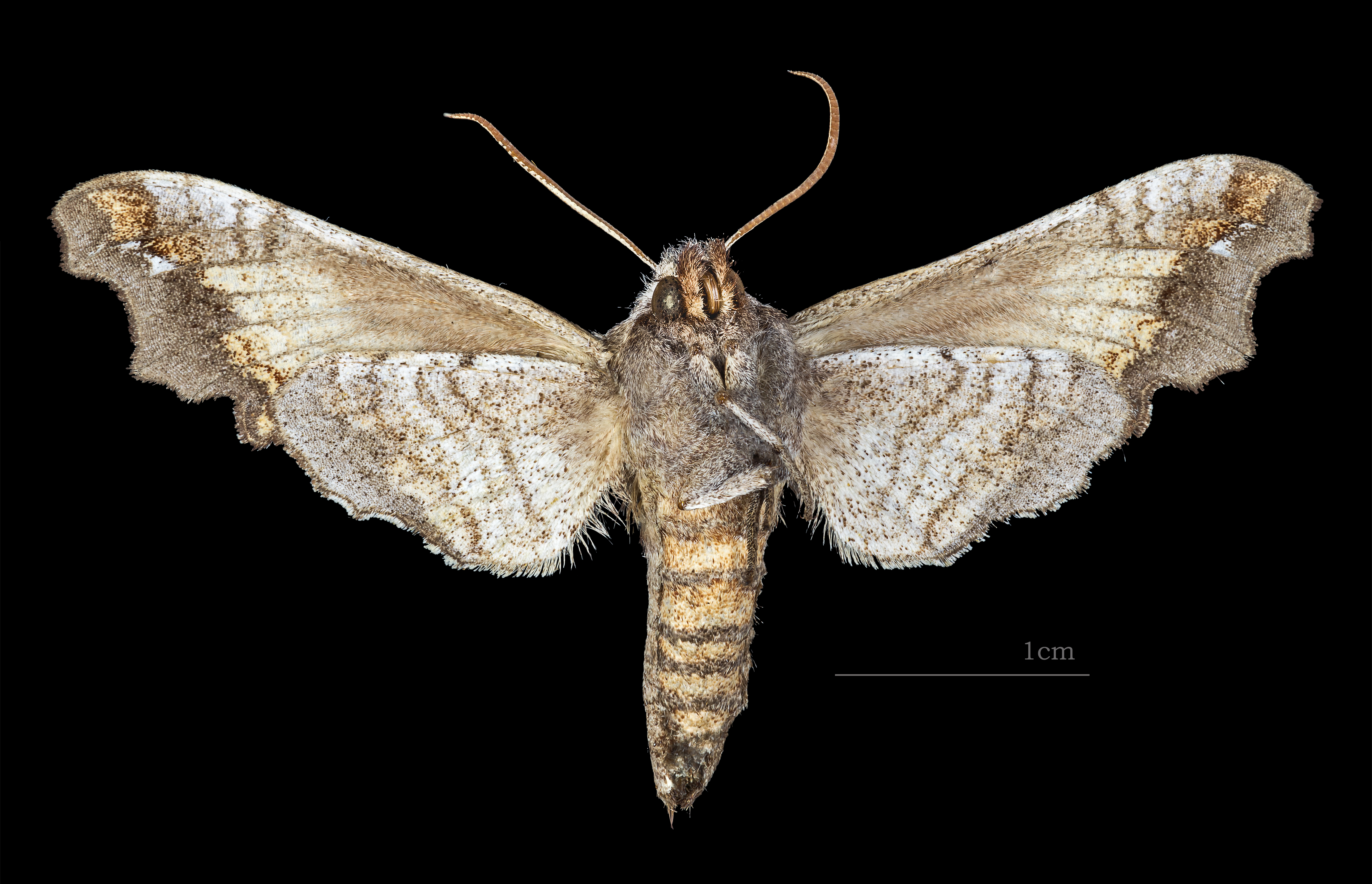
Deidamia inscriptum ♀ △
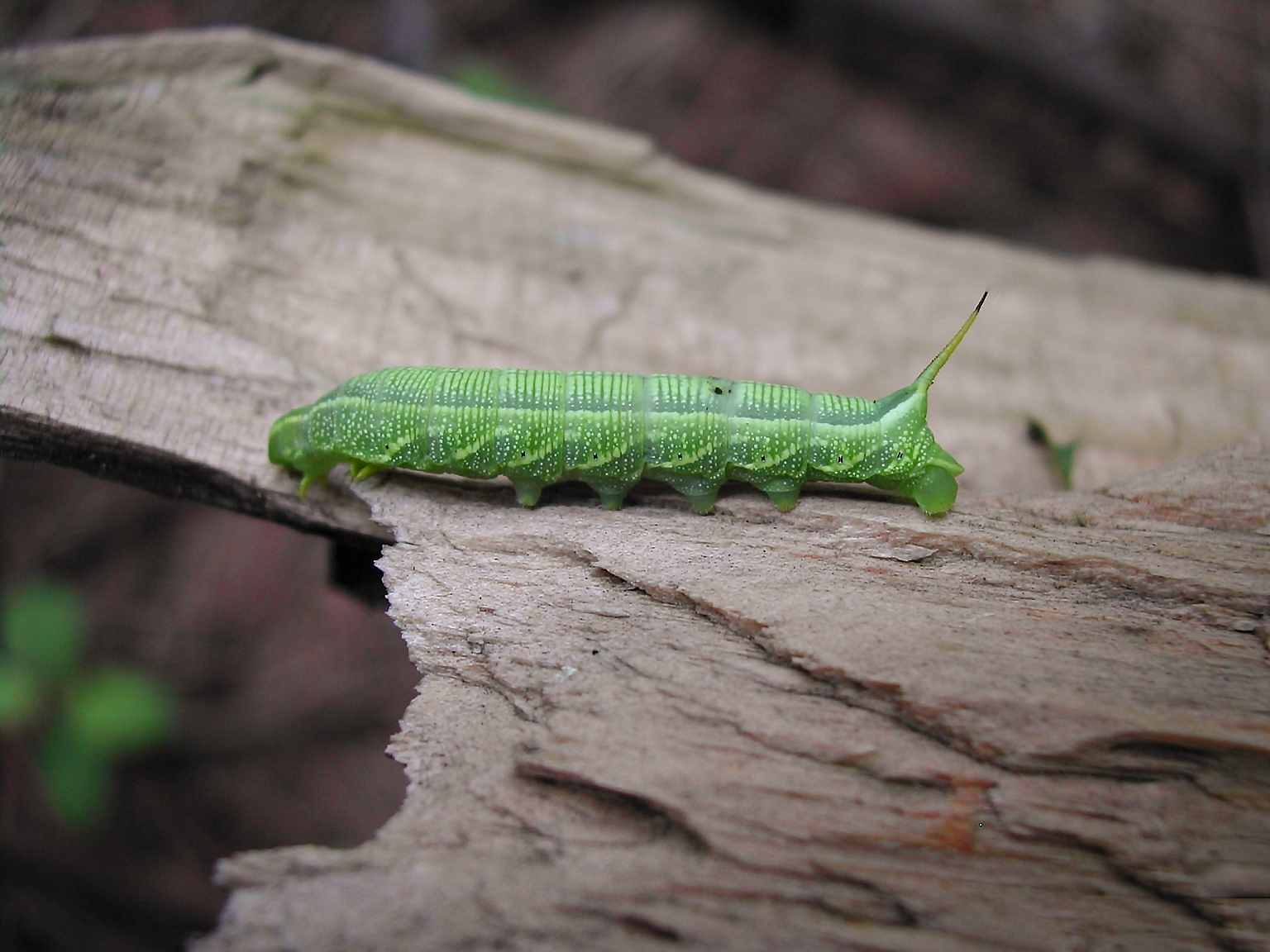